# 一级方程式赛车

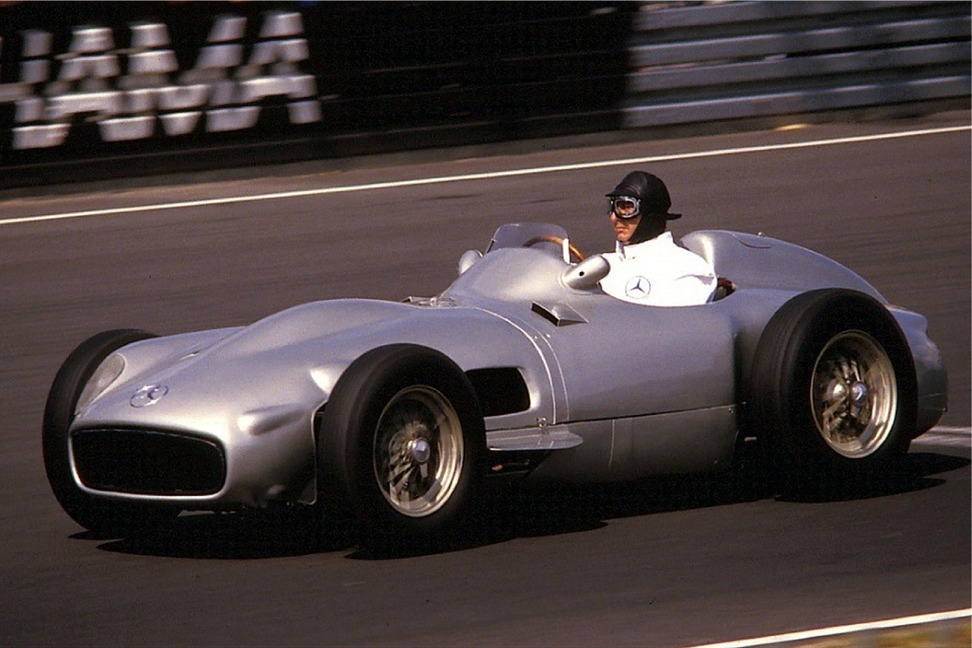
胡安·曼努埃尔·方吉奥驾驶梅赛德斯奔驰W196赢得了1954年和1955年的冠军。

世界一级方程式锦标赛（英語：Formula One World Championship，也叫Formula One Formula 1或者F1）是由国际汽车联盟（FIA）举办的最高级别的赛车比赛。名称中的“方程式”是指所有参赛车手和车辆都必须遵守的规则。F1赛季包括一系列的比赛，这些通常被称为“大奖赛”（法語：Grands Prix）的赛事通常在专门修建的赛道上进行，有些情况下也在临时封闭的普通城市道路上举行。每场比赛的结果算入积分系统并以此确定這個年度的世界冠军：一个给车手，另一个给车队。F1的车手必须持有FIA超级驾驶执照，这是国际汽联核发的最高级别执照，并且比赛必须在一级赛道上进行，这是国际汽联核发的最高等级赛道。
一级方程式赛车通过产生大量的空氣動力學下压力达到非常高的过弯速度，是風靡全球的賽車運動。发动机性能限制在每分钟最多15,000转，其比赛最高速度可以超過350公里/小时。赛车过弯的横向加速度超过5个標準重力。F1赛车的性能非常依赖电子系统（但牵引力控制系统和其他辅助驾驶装置自2008年已被禁止）、空气动力学、悬挂和轮胎。
F1通常被认为是赛车界最重要的赛事，同时也是最昂贵的体育运动，其赛车往往采用汽车界最先进的技术和高成本的材料。每年有10支车队参赛，但將於2026年加入凱迪拉克車隊，经过超过20站的比赛，来竞争年度总冠军的宝座。尽管歐洲是這項運動的傳統基地並且每年舉辦半數左右的比賽，然而一級方程式如今已经风靡全球，越來越多的大奖赛在其他大洲舉行。
大奖赛始于1906年并在20世纪后半期成为国际上最流行的赛车运动。一级方程式集团是F1的商业权利的合法持有人。由于F1的年度支出总额高达数十亿美元，其经济效应和创造就业机会显而易见，而相关的财务和政治斗争更是屡见媒体。较高的知名度和普及度造就F1良好的商业环境，从而吸引赞助商的巨额投资和制造商的海量预算。2000年以来，该项运动不断上升的支出让包括厂商车队在内的数支车队破产。而另一些车队则被收购，这已经影響参赛车队的数量。
一级方程式集团现由自由媒体拥有。自由媒体于2017年以80亿美元的价格从私募股权公司CVC资本合伙公司手中收购了该集团。

## 命名
F1早期稱為大獎賽（Grand Prix），為了公平性與安全性，賽車運動的主辦者會制訂賽車的统一「規格」（formula，或也可解釋為車輛設定的「公式」），只有依照規格制造的赛车才能參賽，這種賽車便称为“方程式赛车”。F1是FIA制定的方程式赛车规范等级最高的，因此以1命名。其他還有各種等級較低，也比較不受注目的賽車規格。值得注意的是比賽名稱中的「Formula」代表的是「規則」（rule）的意思，與數學的方程式並沒有實際關係，甚至在數理學科中「Formula」的中文是稱作「公式」，而「方程式」其實對應到的是「Equation」，這不僅是誤解了Formula原名詞的意義，就連選數學名詞也選錯詞，但由於中文環境中最早接觸此名詞時翻譯為方程式，在多年的使用後已成為約定成俗且廣為接受的譯名。由於這比賽在全世界的高知名度，縱使簡稱作「F1」也通常不會造成误解，而在許多其他領域的競賽中，也常見到將最高等級賽事命名為「F1」的例子，例如世界一級方程式競艇錦標賽（F1 Powerboat Racing）。

## 历史
一級方程式锦标赛是一项有着漫长歷史的世界级赛车运动，其前身為1920年代和1930年代举辦的欧洲大奖赛。1946年，新規則「Formula One」商定成功，並舉行首場非錦標賽。一些大獎賽組織機構戰前就已制定世界錦標賽的規則，但是由于战争又终止了比赛，到1947年才正式出現世界車手錦標賽。第一场世界錦標賽于1950年在英国银石赛道举行。1958年车队冠军的概念被引入。1960年代和1970年代南非和英國還存在全國錦標賽。而非錦標一級方程式多年之後由於競爭成本增加，于1983年結束。
1950年，第一场世界錦標賽由FIA于英国银石赛道上举行。1970年代是F1的瞬间加速期，空气动力学套件加涡轮增压引擎，使得赛车速度激增；1980年末开始引进的电脑科技使得赛车的油门、离合器全部由电脑自动调控；1990年代是F1的“自动化”期。然而賽車運動的樂趣在於選手的技藝，而非賽車的機械。某些批評家認為賽車的機械運作過度仰賴电脑，从而让部分技术欠佳的车手获利。因此比賽的主辦單位也經常修改規則，用以降低新技術所帶來的影響。

### 赛事回归
阿尔法·罗密欧车队的意大利车手朱塞佩·法里纳于1950年以微弱优势击败队友阿根廷車手胡安·方吉奥拿下第一个F1世界冠军。但方吉歐在1951年、1954年、1955年、1956年和1957年五次问鼎（五个世界冠军头衔的纪录尘封长达45年之久，直到2003年才被德国车手迈克尔·舒马赫打破），中间两年由于方吉奥的受伤而中断。虽然英国人斯特林·莫斯能参与竞争，但却从未赢得世界冠军，现在他被广泛认为是未获世界冠军的最伟大车手。方吉奥统治F1的第一个十年而被津津乐道，长期以来他被尊为一级方程式赛车的“大师”。
这一时期特色是车队由汽车制造商（阿尔法·罗密欧、法拉利、梅赛德斯·奔驰以及玛莎拉蒂）管理，而这些厂商都参加战前的比赛。梅赛德斯车手两度赢得世界冠军，但在1955年勒芒惨剧之后退出F1。

### 賽事模特
自1960年代起，穿著印有贊助商商標服飾的比基尼女郎，成為賽車的重要一環。21世纪以来许多中东国家陆续加入F1赛事主办国行列，有关的风俗法例亦限制了女郎出场。而隨着性別平權冒起，廢除「物化女性」的意見亦冒起。F1於2018年1月尾發聲明宣布，由3月25日揭幕的F1世界錦標賽季開始「中止採用賽車女郎的長期慣例」，新規定亦將適用於其他賽事，但未明言參賽車隊可否繼續自行僱用賽車女郎宣傳。

### 商业化
1970年代开始，伯尼·埃克莱斯顿（英語：Bernie Ecclestone）重新组织了F1商业权利的管理。人们普遍认为是他将该项运动转化成当今数十亿美元的买卖。埃克莱斯顿1971年买下布拉汉姆车队时获得一级方程式制造商协会（FOCA）的一个席位，并于1978年成为该组织的主席。此前，赛道所有者可以决定车队的收入并凭此与车队进行谈判，但埃克莱斯顿说服各支车队通过FOCA「一起行事」（hunt as a pack）。他向赛道所有者提供一揽子方案，他们可以接受或拒绝。作为交换，他们几乎只需要放弃赛道旁的广告。

### 厂商重现
迈克尔·舒马赫和法拉利车队缔造前所未有的车手五连冠（2000年-2004年）和车队六连冠（1999年-2004年）。德国人更是将多项记录揽入名下：68个杆位、91次大奖赛胜利、7个世界冠军头衔等等。2005年9月25日，雷诺车手费尔南多·阿隆索终结舒马赫六连霸的梦想，一举成为F1历史上最年轻的世界冠军（2008年被刘易斯·汉密尔顿打破，現记录由赛巴斯蒂安·维泰尔保持）。翌年，雷诺车队和西班牙人再次夺得双料冠军。年底，舒马赫鞠躬答谢告别16个春秋的F1生涯。2010赛季舒马赫复出，加盟新成立的梅赛德斯车队。糟糕的三年之后，七届世界冠军得主再次退隐江湖。
为增加比赛精彩程度并减少开销，国际汽联在此期间经常改变赛事规则。车队指令自F1创建以来就一直合法，但在2002年被禁。原因是有些车队多次公然操纵比赛产生负面影响，其中最为著名的当数法拉利车队在2002年奥地利大奖赛的让车事件。规则的其他变化包括排位赛形式、计分系统以及发动机和轮胎的使用寿命等。

### 厂商车队的减少和私人车队的回归
在2008年和2009年，本田、BMW和丰田都因为经济危机从F1赛事中退出。这导致制造商车队控制该项运动的结束。本田F1车队管理层回购车队成立布朗GP车队。著名F1设计师罗斯·布朗和尼基·弗莱拥有并运营该车队。布朗GP车队经历一段痛苦的减少公司规模的阶段，他们解雇数百名员工。但是他们最后获得世界冠军（当时的车手为简森·巴顿和鲁本斯·巴里切罗）。宝马F1车队由彼得·索伯领导的创始团队回购，蓮花车队则是另外一个例子，先前由制造商拥有的车队逐渐改变成私人车队，最終改組為雷諾車隊
迈凯伦同样宣布将逐步从梅赛德斯-賓士手中回购股份（迈凯伦和梅赛德斯－賓士之间的关系由设计生产梅赛德斯-賓士SLR McLaren公路型汽车开始）。在2010年，梅赛德斯-賓士购买布朗GP车队重新以一家厂商车队回到这项运动中。这一举动使迈凯伦和奔驰之间15年的合作产生裂隙。
现在，在F1中仅有梅赛德斯、法拉利、红牛-本田3个動力單元製造商。

### 政策争议

#### FISA與FOCA的大战
国际汽车运动联合会（FISA）和一级方程式制造商协会（FOCA）之间的F1控制权之争在1980年代已愈发激烈。
造成这种局面有非常多的原因，其中的很多未被重视的原因也许都已经湮没在历史的流河中。一些车队（除了法拉利和其它几家主要的厂商车队）都认同这样一个观点——他们和领先车队的距离因为F1管理机构（FISA）的偏向而逐渐被拉大。除此之外，争论还牵涉到F1运动的商业运营方面（FOCA的加盟车队对从赛事中获得的利益减少而不满）和技术规则方面，FOCA加盟车队认为规则应该更加灵活而非呆板的。
本次大战在FOCA加盟车队准备抵制1982年的圣马力诺大奖赛时达到顶峰。本来所有的FOCA加盟车队都应该抵制该大奖赛来表明他们之间对解决规则和经济问题的团结一致，他们尤其反对巴里斯特成为FISA主席，路特斯的科林·卡普曼和威廉姆斯的弗兰克·威廉姆斯都表明他们不会参加由巴里斯特管理的F1。但事实上，几家车队之后退出抵制的行列。最后，各方于1981年1月9日签署以会议举办地巴黎协和广场命名的《协和协议》（Concorde Agreement）。实际上，现有六份不同的《协和协议》，所有条款都严格保密：第一份签订于1981年，其他的分别签订于1987年、1992年、1997年和1998年，当前的协议签订于2009年。但著名的赛车记者Forrest Bond揭开这个保守多年的秘密，RaceFax于2005年底公布超过120页的1997年版《协和协议》。

#### FIA－FOTA之争
在2009赛季，F1运动身陷一个管理危机中。国际汽联（FIA）主席马克思·莫斯利为下一赛季推出一系列的成本削减计划，包括供各队自行选择是否接受预算上限，接受预算的车队可以在技术方面拥有更多的自主权，可以使用可调前鼻翼和尾翼并且不必受制于转速限制。一级方程式车队协会（FOTA）认为给予某些车队这样的技术自由会导致F1运动的分裂，他们亟需和FIA开始讨论。但是他们之间未达成一致，FOTA（除了威廉姆斯和印度力量车队）之后宣布他们别无他法将创建一个新的锦标赛。
在6月24日，F1的管理层和各家车队达成一项协议。这项协议要求在两年内各家车队必须将成本削减到1990年代的水准上，但是具体的数字并未加以说明，而且马克斯·莫斯利同意不再在10月的FIA主席选举中谋求连任。但是在马克斯·莫斯利暗示他有可能继续参加FIA选举时，FOTA表达他们有可能重新开始他们的脱离该赛事的计划。在7月8日，FOTA发出一篇新闻稿表明他们不会参加2010赛季，而FIA也称FOTA代表已经终止双方的会见。在8月1日，有说法称FIA和FOTA签署新一份的《协和协议》，标志着这一危机的结束并保障该项运动直到2012年。

### 非世锦赛赛事
F1赛事和世界一级方程式锦标赛通常被视为同义词。从1984年开始，每一场F1赛事都会被记录到国际汽联世界锦标赛（FIA World Championship），并且每一项国际赛事都必须遵循F1的规则。但是在F1早期历史中，许多赛事是在世界锦标赛之外举行的。

#### 欧洲非大奖赛赛事
在世界锦标赛建立之前的F1历史中，每年在欧洲大概有20场赛事，举办时间从春天到秋天。大部分具有竞争力的车队来自意大利，尤其是阿尔法-罗密欧车队。当世界锦标赛刚刚建立时，这些非大奖赛赛事仍在继续。在1950、60年代，有许多比赛并不被记录到世界锦标赛之中。在1950年，一共举行22场F1赛，但其中只有6场世界锦标赛。在1952年和1953年，当时世界锦标赛运营F2比赛，非大奖赛赛事仅仅在F1赛事中存在。包括車王錦標賽（Race of Champions）、奧爾頓公園國際金盃賽（Oulton Park International Gold Cup）和英國車手俱樂部國際盃（BRDC International Trophy）在内的一些比赛（尤其是英国的一些比赛），经常被世界锦标赛冠军有力争夺者所参与。其它一些规模较小的赛事经常在大奖赛举办地之外的地点举行，例如席拉庫薩大獎賽（Syracuse Grands Prix）和丹麥大獎賽（Danish Grand Prix），这些赛事一般只能吸引到一些小规模的世界锦标赛参赛车队。1970年代，这些非大奖赛赛事逐渐减少。1983年，非大奖赛赛事告别历史舞台，最后一届赛事在布兰兹-哈奇赛道举行，当时的世界冠军柯克·罗斯伯格获得冠军。

#### 南非F1赛事
南非一级方程式锦标赛，从1960年持续举办至1975年。此赛事不仅在南非国内举行，也包括在罗得西亚和葡属东非举行的比赛。
尽管赛事中有一些当地制造或改装的赛车，但在该赛事中领先的赛车多数是最近从世界一级方程式锦标赛中退役的。在60年代末，Formula 5000加入该赛事，二级方程式也在1973年加入。来自这些赛事的优秀车手通常也会参加他们当地的世界锦标赛大奖赛，以及小部分的欧洲赛事，尽管他们在这个级别上没有取得太大的成功。

#### 英国F1赛事
DFV引擎使得英国本土F1系列赛成为可能，这些赛事大致在1978年至1980年间举办。一些路特斯等知名车商的二手车被重新组装来参加该项系列赛。在1980年，南非車手戴丝尔·维尔森（Desiré Wilson）驾驶Wolf WR3在布兰兹-哈奇赛道赢得比赛，成为唯一一位在F1赛事中获得胜利的女性车手。

## 賽車技術與規則變化

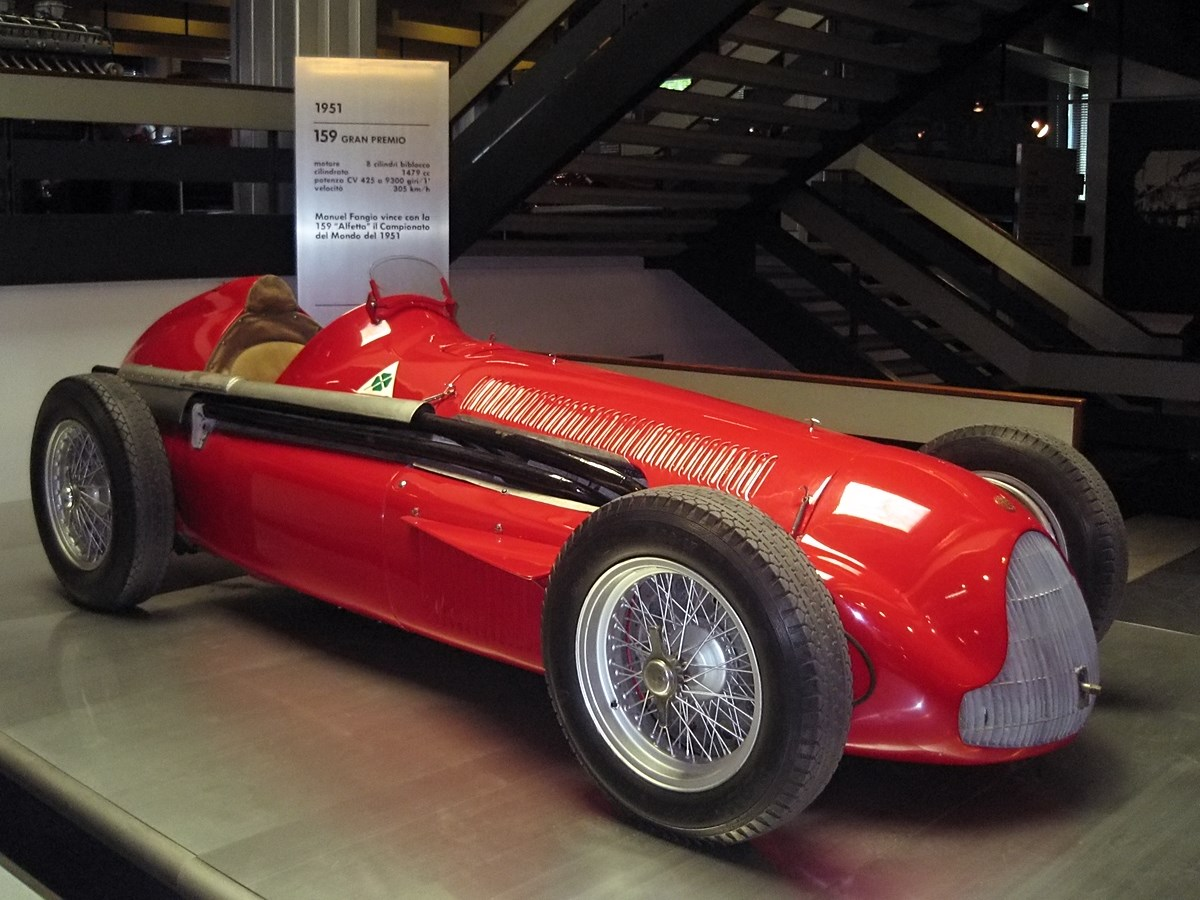
1951年AlfaRomeo 159

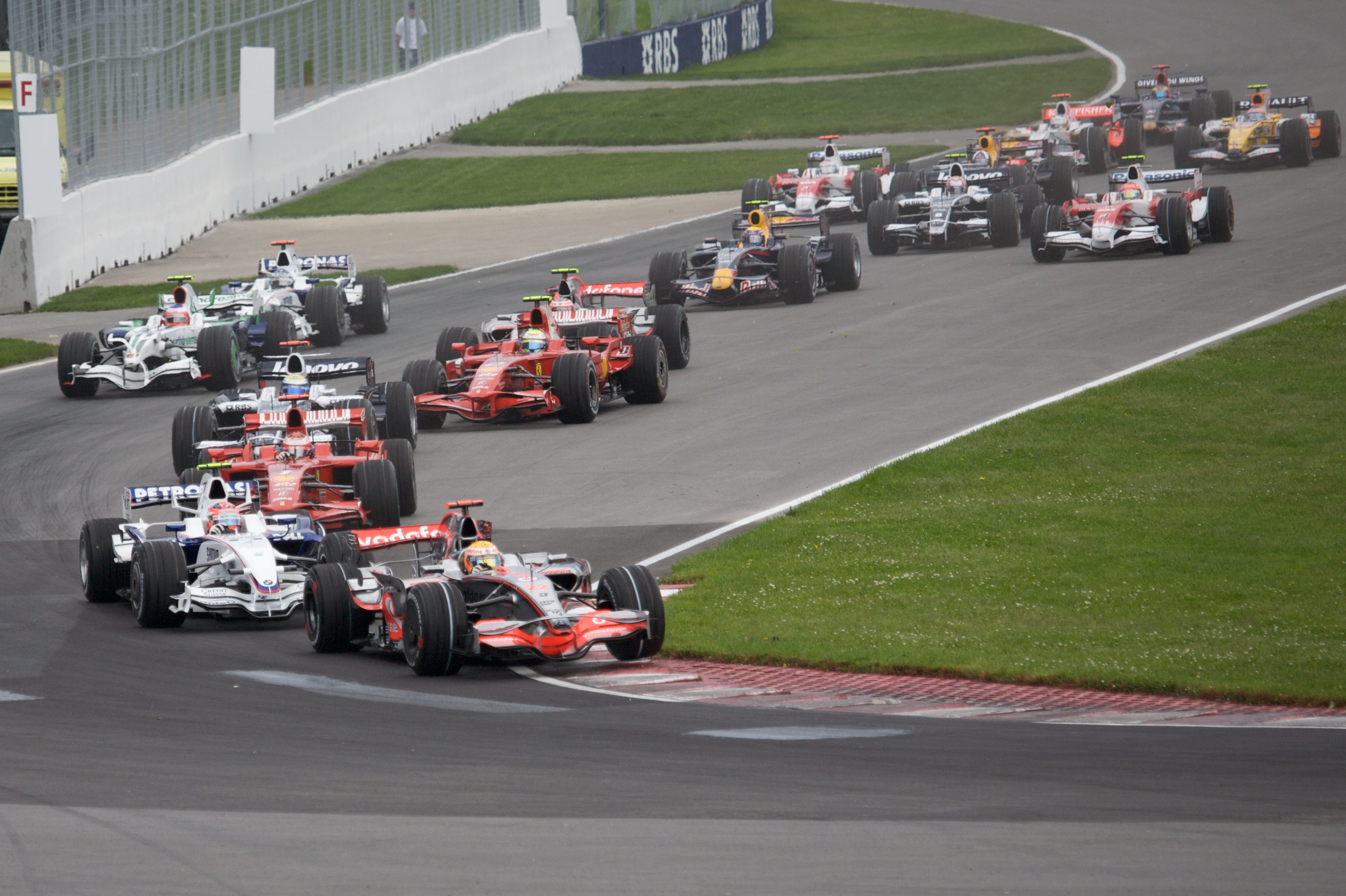
2008年一级方程式赛车

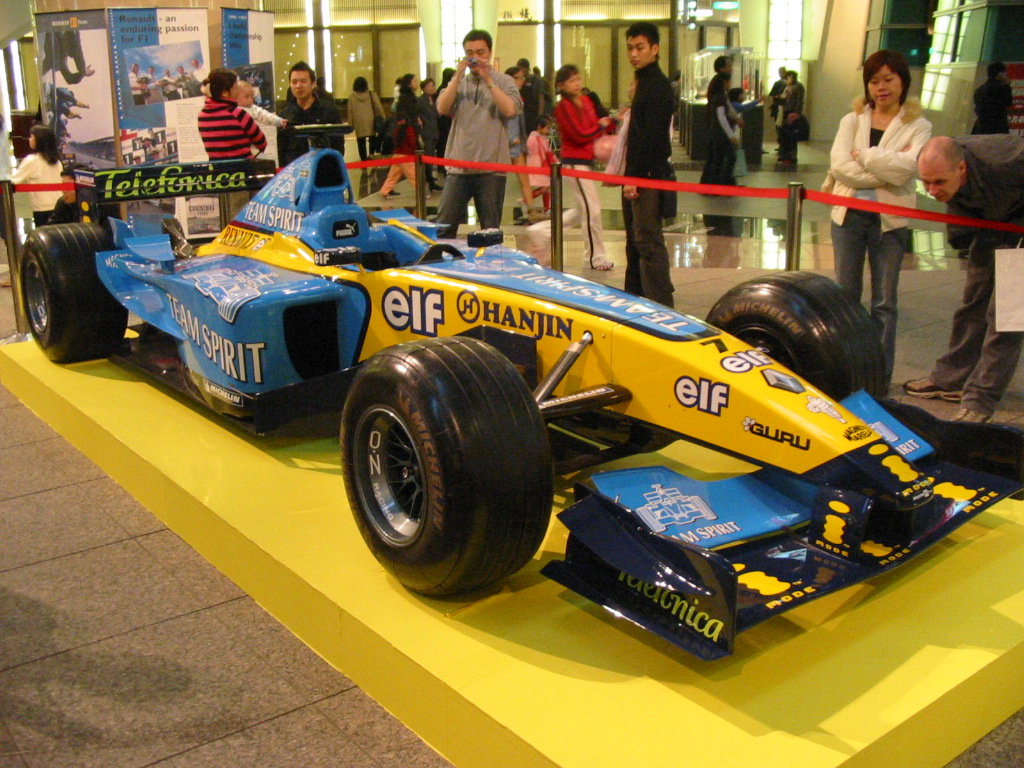
雷諾車隊的F1賽車

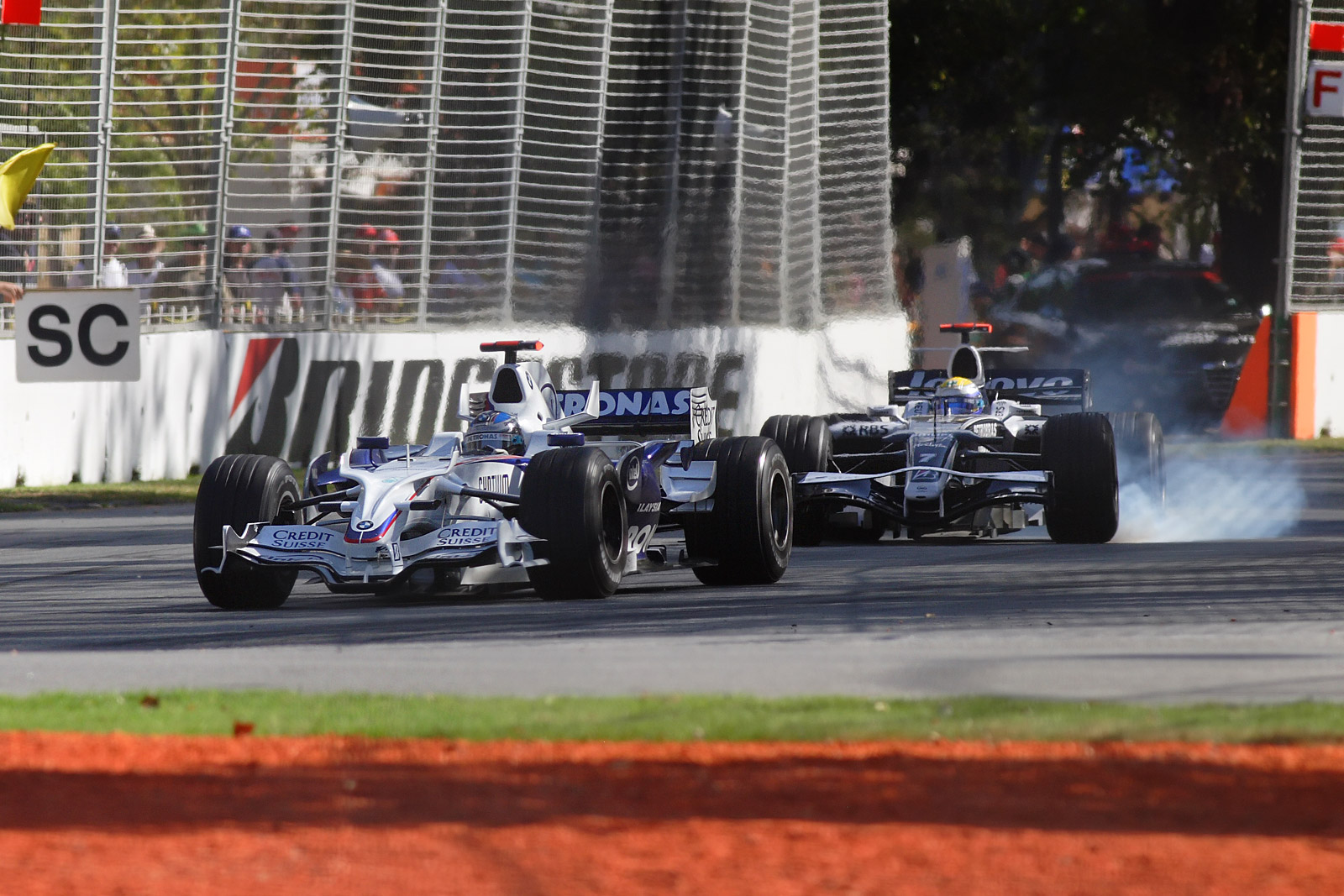
2008年澳大利亚大奖赛

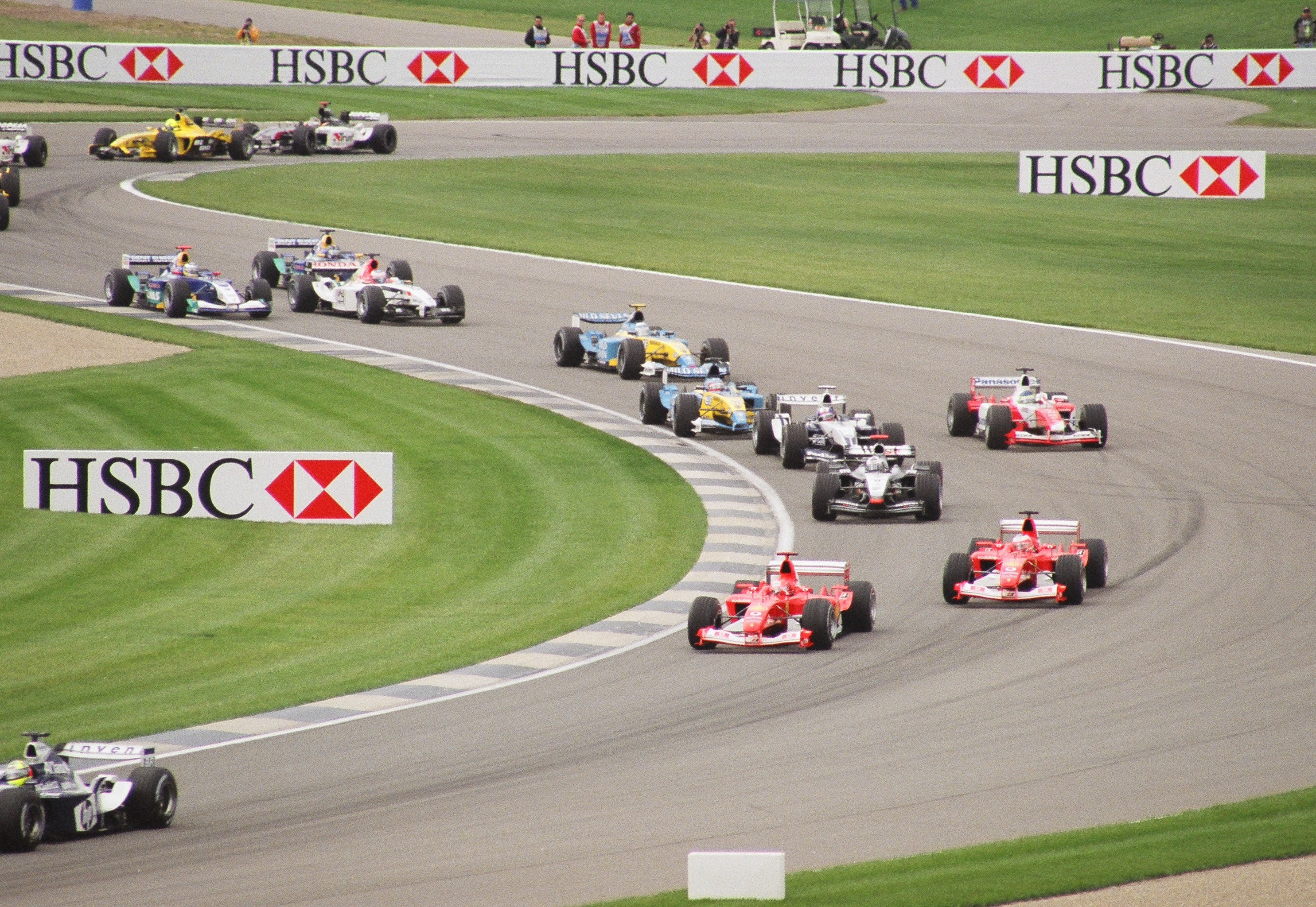
加入了電腦虛擬廣告板的F1轉播畫面

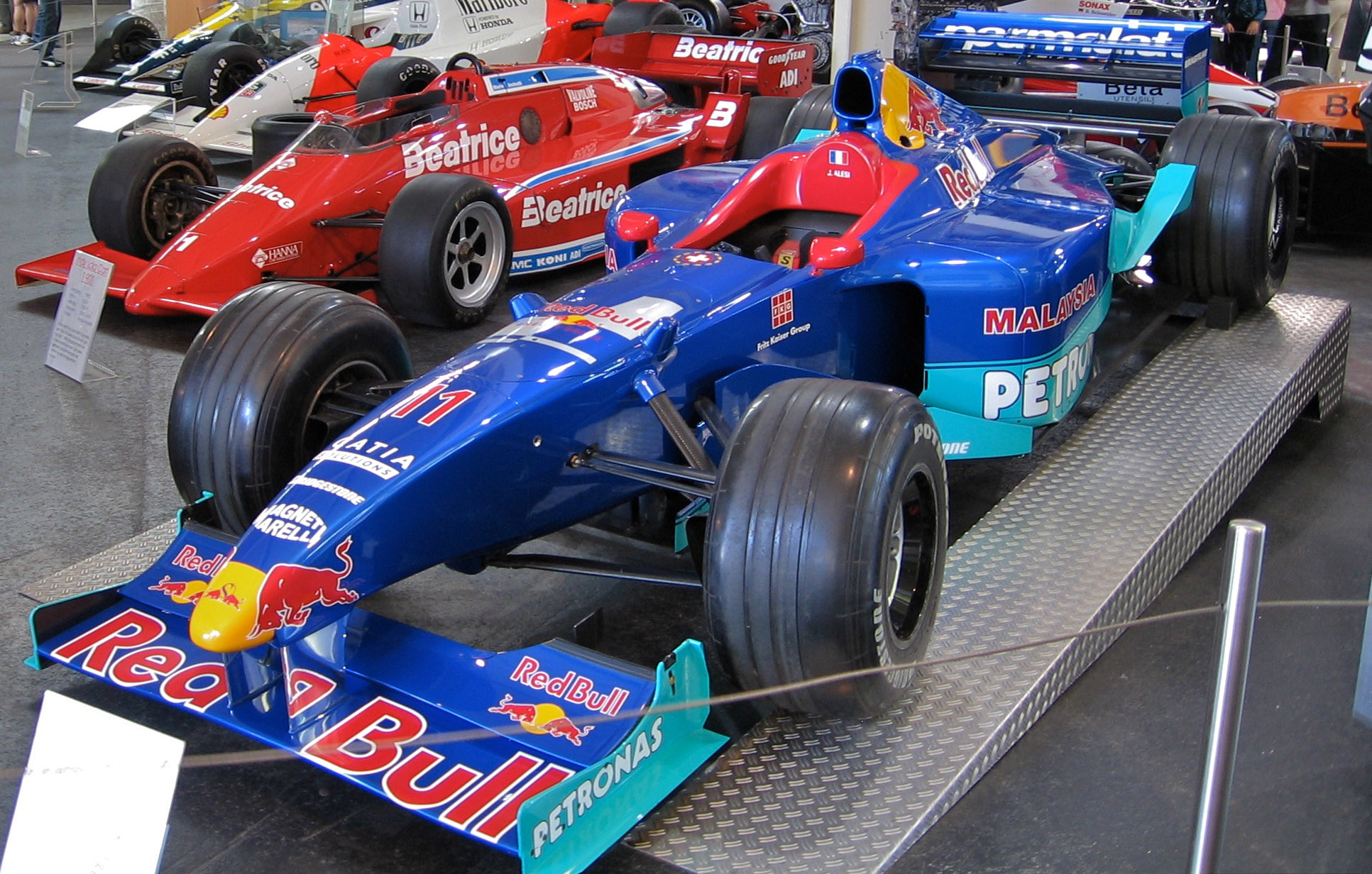
1999年Sauber C18車

比赛采用的赛车为单座四轮，敞开式座舱。這種沒有車頂與車窗玻璃的車身有助於減少車身上半部重量，降低重心增加操控穩定，將車身尺寸減至最小，輪胎周圍的葉子板（擋泥板）也不裝設，有助於減少車身正前方迎風面積與車重，是完全不考慮街道實用性的前提下之賽車設計，有別於有車頂及較實用車身的GT（可開上街道去Grand tour）車或原型賽車。車手頭頂上方為引擎進氣口，兩側為水箱散熱進氣口。
雖然F1賽車車身使用許多大型擾流翼和小型擾流板來增加下壓力而造成風阻係數（coefficient of drag）增加，但因為車身正前方迎風面積已儘量減至最小，所以風阻係數乘以車身正前方迎風面積的阻力面積仍能降低，同時又保有下壓力強的操控穩定性。一般流線型的乘用車雖然風阻係數比F1賽車低，但因為迎風面積大上許多，阻力面積不見得較低（轎車的左右車外後視鏡形狀在左右上角顯示天空的不必要部份，也常被切掉以減少迎風面積），而且缺乏F1賽車的大量擾流板提供大量下壓力，車身重心也較高，所以無法做出F1賽車高達5G（該車輛靜止時總重量的五倍）的過彎抗離心慣性（Lateral acceleration，俗稱離心力），量產跑車過彎抗離心慣性有1G即算優秀，而一般轎車過彎有超過0.8G就算不錯的表現。如果有足夠的天花板空間，當超過某個時速時，F1賽車的下壓力之大可以讓F1賽車倒置在天花板上駕駛。
1980年代中期渦輪增壓引擎的F1賽車就有1200匹馬力，馬力比後來的自然進氣引擎的F1賽車高，在直線跑道加速更快，但現今F1賽車的優秀之處在於極高的過彎速度、強勁煞車與摩擦阻力超過1的高抓地力輪胎。以1990年Tyrrell車隊的Tyrrell 019這部對F1極具影響力的賽車而言，設計師Postlethwaite博士採用創新的高車頭設計，讓更多氣流進入車底產生文氏管效應（Venturi）增加下壓力（賽車界稱為地面效應，Ground effect，讓車底氣流高速流過，使車底氣壓大幅低於車身上方氣壓而增加下壓力，另一種產生地面效應的方法為蓮花車隊曾使用的側裙擾流板，減少車身側面氣流進入車底低氣壓區擾亂氣流，讓車底產生接近真空的低氣壓來增加下壓力，但此方法被FIA禁用），也減少車頭與前擾流板連接處的亂流，在1990年法國站練習賽創下超過時速300公里過彎的記錄，達到4G的過彎抗離心慣性，成為後來各車隊的設計範例與F1賽車首創的特色。1970年代末期F1賽車的最佳過彎表現約為時速240公里，2G；2010年在新規則限制下F1英國站比賽仍有車手過彎時達到5G，2017年澳洲站賓士車隊汉密尔顿則創下6.5G過彎的新紀錄。
美國類似F1的Indycar賽車因為主要跑橢圓形傾斜跑道，利用路面朝圓心的傾斜角度抵銷許多過彎離心慣性，形成彷彿連續不斷的直線跑道，多數時間可以開到最高速，也沒有左右彎道，需要的下壓力較小，只在少數沒有傾斜路面有左右彎道的比賽場地才採用高車鼻設計車頭來增加下壓力。1990年代中期F1車隊後來為了因應 FIA新規則對性能造成的損失，F1賽車車身兩側水箱散熱進氣口下半部設計成圓弧內凹的形狀讓該部位氣流流動比側箱上半部快，讓側箱下半部氣壓變小也產生下壓力，前懸吊與水箱散熱口之間並增加破風板("barge board"，最早的版本是在1985年由蓮花車隊的工程師Gérard Ducarouge所發明的小型破風版，90年代中期McLaren車隊使用大型的破風板讓下壓力明顯增加）來使剛流過前擾流翼與前輪懸吊系統有些紊亂的氣流變得整齊順暢，可增加約15%的下壓力，車尾底部加裝可加快車底氣流流動速度降低氣壓的氣流擴散器(diffuser)，過彎抗離心慣性進一步達到5G。2009年禁用大型破風板後，各車隊都將車頭設計抬高，讓前懸吊支臂的亂流離車身下半部氣流遠一些。F1車手在一個半小時比賽中多次過彎與煞車時身體常承受數倍體重的重力，卻無法穿戰機飛行員的抗重力服來讓足夠數量的血液在腦部停留或離開，所以F1車手平時就需要高強度的體能訓練，才不會比賽到一半就過度疲倦而撞車，2001年美國CART賽車在德州的賽道上因彎道設有大傾斜角度可以高速過彎，讓過彎離心慣性達到5.5G，多數車手難以承受而取消比賽。
F1的引擎與傳動機械為了減輕重量提升加速性能常常得犧牲耐用度冒著引擎縮缸損壞的風險，甚至變速箱也曾嘗試使用碳纖維製造來減輕重量，完美的F1引擎是使用一至兩場比賽後正好可以報廢的設計，若太耐用就代表這引擎設計還有減重的空間，但近年來FIA已修改規定，提升F1引擎的耐用度。
車隊與主辦單位之間長年進行貓捉老鼠的遊戲。随着汽车工业的不断发展以及为了提高赛车的安全性、比赛的观赏性，比赛规则與賽車的規格也不断地进行改变。例如在空气动力学套件和涡轮增压引擎問世後，比賽規則就加入了對以上兩種技術的限制。此外對於電腦的使用，限制也是日益嚴格。因此就算某車隊靠著科技進步取得優勢，第二年主辦單位就可能制訂新規則以降低其影響力。同時其他車隊也會透過抄襲或自行研發，取得類似的技術以抗衡。
雖然限制日益嚴苛，但F1並不因此而失去观赏性。因為觀眾想看的並不是某輛賽車一馬當先，而是要看到車手之間的龍爭虎鬥。在每一輛車性能差異不大的前提下，正好能夠比較出車手技術的優劣。賽車的速度受到嚴格限制，不但是為了增加競技的趣味，也是為了降低車禍時的死亡率，藉以避免例如1994年巴西F1賽車選手艾爾頓·冼拿車禍致死的意外再度發生。
雖然賽車主辦單位不斷限制新科技的運用，但是比賽用的賽車仍然比任何的民用車輛更為先進。汽車工業利用賽車實驗各種技術，這些發明與發現也經常用於改良量產的汽車。涡轮增压引擎的普及便是一個很好的例子。賽車運動對於汽車的安全也有正面影響。
2005年赛季F1规则有不少的变化，其中较大的变化包括一站比赛只准使用一套轮胎，與一台引擎必须使用两站比赛（在爆胎、爆缸或影响赛车安全行驶的情况下允许更换轮胎或引擎），與後定风翼向前移20cm以減少後擾流板透過拉長與車尾的距離產生力矩放大下壓力（如2004年克萊斯勒概念車MEFour-Twelve的尾翼在時速300公里時可電動向後移動10公分，產生421公斤的下壓力）等等。2006年賽季F1将再次进行规则大改动，包括引擎由已經使用多年的3000cc V10設計改為2400cc V8設計，以求降低各車隊在引擎開發上的成本需求與馬力，拉近強弱隊之間的差異。2008年废除電子循跡控制系统，F1运动在經過一陣子高度電子化的時代後，又回歸不依賴赛车功能而更依靠车手驾驶技术的本質。國際汽聯對2009年的比賽規則進行進一步的修改，主要核心為進一步降低賽車下壓力（高下壓力可幫助賽車獲得高速過彎速度）、增加後擾流翼離地高度以減少對後面賽車產生亂流增加後面賽車超車的機會、禁用輪胎加溫裝置（此裝置可幫助賽車在比賽中更快進入工作溫度以獲得高速度）、禁用前懸吊系統後方整理亂流的破風板和引入光頭胎和加寬前擾流翼補償一些新規則損失的下壓力（無花紋的光頭胎可增加輪胎抓地面積有效提升賽車速度，但比現行有縱向排水紋的輪胎更易磨損）。2013年，國際汽聯又對比賽規則做非常大的改動，其中最重要的一項就是發動機改為1600cc V6渦輪增壓發動機。國際汽聯希望通過以上措施將比賽更進一步地轉變為車手技術之間的較量和限制賽車速度，2017年又恢復使用完整的破風板，提升過彎速度。

## 比賽結構

### 賽季
F1賽車的一個錦標賽（Championship）代表一年份的賽季（Series），而每一個賽季中又包含了許多站的分站，稱為「大獎賽」（法文：Grand Prix，也常被直接音譯為格蘭披治大賽），格蘭披治大賽原本在法文中的意思是「高額的獎金」，但因為這名詞經常被使用在各類競賽上（並不一定是車輛運動競賽，或甚至連運動類競賽外的領域都有使用到）而廣為人知，因此今日縱使只是直接稱呼為GP，通常人們也都能理解是代表一個競技比賽場次的意思。
F1的大獎賽舉辦地點遍布全球各地，號稱除了南極洲之外範圍廣佈各大洲的世界性運動，但實際上它通常比較被看作是一種歐式的車輛運動競賽。不過由於近年來礙於歐洲日漸抬頭的反菸害運動（烟草公司向來是F1運動的最大贊助團體）與為了增加更多的收視觀眾群，FIA也積極地尋求讓F1出走到亞洲與美洲等其他地區的機會，增加在歐洲本土以外的舉辦場次。
每賽季都會在世界不同城市舉行大概20場大獎賽，每場大獎賽排名積分如下：
| 排名           | 積分 |
| -------------- | ---- |
| 1              | 25   |
| 2              | 18   |
| 3              | 15   |
| 4              | 12   |
| 5              | 10   |
| 6              | 8    |
| 7              | 6    |
| 8              | 4    |
| 9              | 2    |
| 10             | 1    |
| 11以下或未完成 | 0    |

全賽季大獎賽結束後，積分最多的將成爲該賽季世界車手總冠軍，也發生過賽季未完全比完，已可由積分累積確定冠軍得主的情況。
2021賽季引入的排位衝刺賽，2022赛季排名积分如下：
| 排名          | 積分 |
| ------------- | ---- |
| 1             | 8    |
| 2             | 7    |
| 3             | 6    |
| 4             | 5    |
| 5             | 4    |
| 6             | 3    |
| 7             | 2    |
| 8             | 1    |
| 9以下或未完成 | 0    |

### 大獎賽
通常大部分的大獎賽都有其固定長年使用的賽道，但是有些比較特殊的大獎賽可能會在每年或每幾年就改變場地，或在不同的幾個場地間輪流。
雖然大獎賽通常都是使用比賽場地所在國家的國名來命名，但也不保證該賽事一定是在掛名國的境內舉辦。舉例來說，聖馬利諾大獎賽事實上並不是在聖馬利諾公國的境內舉辦，而是在義大利境內的伊莫拉賽道（義大利文全名是Autodromo Enzo e Dino Ferrari Imola，安佐與狄諾·法拉利-伊莫拉賽道）進行，起因在於義大利境內每年都會有兩場固定比賽（另外一場是義大利大獎賽），因此借用鄰近的聖馬利諾公國之名以茲區別。有時也會有同一個賽道曾經舉辦過兩種不同名字大獎賽的情況，例如位在德國境內的纽博格林赛道（Nürburgring）就曾經是盧森堡大獎賽（另一個掛其他國名的分站）與歐洲大獎賽（經常在幾個不同國家之間輪流舉辦）的舉辦場地。
一個大獎賽的日程非常緊湊。於一個非衝刺賽的比賽周末，星期四的賽前記者會需於練習賽開始前最少23小時舉行，星期五的練習賽1和練習賽2需相隔最少兩小時，星期六的練習賽3需與練習賽2相隔最少19小時，排位賽亦需與練習賽3相隔最少兩小時。於個別同時舉行F2或F3等比賽的賽站，倘若因其他賽事出現延遲，緊接的F1比賽項目亦需相應延遲。例如2022年阿塞拜疆站，因F2衝刺賽最後一圈意外撞毀保護牆而需時清理賽道，導致F1練習賽3延遲15分鐘舉行，緊接的F1排位賽亦相應延遲15分鐘舉行。

### 賽道
F1是一種封閉式的賽事，意思是說比賽是在一個完全與外界隔絕、封閉的範圍內，以固定的路線繞圈進行。大部分舉辦F1的場地都是專門用來進行各類車輛比賽的賽車跑道，但也有以一般市街道路圍成，每年只有在舉辦F1比賽時才特別封路做出的市街賽道。甚至還有介於兩種場地之間，以一半市街地與一半賽車跑道組成的混合賽道。
- 專用賽道：這類跑道佔F1舉辦場地的大多數，除了F1之外，往往也是其他種類車輛競賽的使用場地。例如位於日本三重縣鈴鹿市的鈴鹿賽道（Suzuka Circuit），位於義大利米蘭郊外的國立蒙札賽道（義大利文：Autodromo Nazionale Monza），位於英國北安普頓郡（Northamptonshire）的銀石賽道（Silverstone Circuit），都是此類場地。
- 市街賽道：以一般的市街道路、高速公路或是公園內的環園道路為基礎所圍繞而成，加裝一些緩衝或安全防護設施後用以進行比賽的場地。在這類場地中，位於摩納哥公國，以蒙地卡羅（Monte Carlo）的市街所圍成的摩納哥賽道應該是最經典的範例，除此之外一些以前曾經舉辦過的場次例如長堤大獎賽（英语：Grand Prix of Long Beach）、拉斯維加斯大獎賽（又名凱撒皇宮大獎賽）都是市街地比賽，其中後者所使用的凱薩皇宮賽道（Caesar's Palace Circuit）甚至是用該賭場附設的大型停車場圍成的。
- 混合賽道：這類場地在平日可能有一個規模比較小、距離比較短的專用賽道存在，在正式比賽時再擴展連結周圍的普通道路變成一個完整的跑道。或者，跑道路線本身是與途經該地的道路有局部重疊，平日作交通路線使用，比賽時再圍起來變成賽道。加拿大蒙特婁的吉耶·維倫紐夫賽道（Gilles Villeneuve Circuit），澳洲墨爾本的亞伯公園賽道（Albert Park Circuit），或是曾經舉辦過美國大獎賽的華金谷賽道（Watkin Glen Circuit）都屬此類場地。

### 贊助商
如同大部分職業運動一樣，F1是一个充满商业气息的运动赛事，因此除了各車隊、車手本身有許許多多廠商贊助之外，連大獎賽本身有時也會有專屬的比賽贊助商，稱為「掛名贊助商」（Naming Sponsor）。掛名贊助商通常都是針對單一場次的大獎賽進行贊助，當然，也有些預算龐大的贊助商，會一年之內贊助多場大獎賽，除了自己的品牌名稱可以出現在大獎賽的正式全名中外，通常比賽結束頒獎時頒獎台後方與周圍的裝飾，也多是使用掛名贊助商的商標。
因此，在加上贊助商的名稱之後，F1的各個大獎賽通常都有個非常長的全名，例如「安聯保險歐洲大獎賽」（Allianz Grand Prix of Europe），「澳大利亞大獎賽」（Foster's Grand Prix of Australia），或「富士電視台F1日本大獎賽」（Fuji Television F1 Japanese GP）等，2023年艾米利亞-羅馬涅大獎賽官方名稱為「F1卡塔爾航空義大利製造暨艾米利亞-羅馬涅大獎賽」（Formula 1 Qatar Airways Gran Premio del Made in Italy e dell'Emilia-Romagna 2023），是最為累贅的F1大獎賽名稱。
長久以來各國菸商一直是F1赛事最大的赞助商，但自2005年10月起欧盟、英國政府和其他國家禁止烟草廣告的法令对F1生效之後，烟草商已全面退出F1廣告市场。通訊、電腦軟硬體等高科技產業、酒類生產商與金融業成為接續煙商之後，最主要的贊助來源。

## 大獎賽列表

暗灰色的国家曾举办过大奖赛，绿色的国家為目前舉辦國

以下列表列出的是F1史上曾經舉辦過和現在舉辦的部份大獎賽場次，與這些比賽曾使用過的賽道。
在2025赛季舉辦的大獎賽如下
- 澳大利亚大奖赛 – 在阿爾伯特公園賽道（Albert Park Circuit, Melbourne）舉行；曾在阿德雷德街道賽道（Adelaide Street Circuit）舉辦過。
- 中國大獎賽 – 在上海國際賽道（Shanghai International Circuit）舉行。
- 日本大獎賽 – 在铃鹿赛道（Suzuka Circuit）舉行；曾在富士國際賽車場舉辦過。
- 巴林大奖赛 – 在巴林国际赛道（Bahrain International Circuit）舉行，為夜間賽事。
- 沙烏地阿拉伯大獎賽 – 在吉達濱海賽道（Jeddah Corniche Circuit）舉行，為夜間賽事。
- 邁阿密大獎賽 – 在迈阿密国际赛道（Miami International Autodrome）舉行。
- 艾米利亚-罗马涅大奖赛 – 在伊莫拉赛道（Autodromo Enzo e Dino Ferrari Imola）舉行。曾以聖馬利諾大奖赛舉行。
- 摩納哥大獎賽 – 在摩纳哥赛道（Circuit de Monaco）舉行。
- 西班牙大奖赛 – 在（Circuit de Catalunya）舉行；曾在赫雷斯賽道（Circuito Permanente de Jerez）舉行。
- 加拿大大奖赛 – 在吉爾·維倫紐夫賽道（Circuit Gilles-Villeneuve）舉行。
- 奥地利大奖赛 – 在紅牛賽道（Red Bull Ring）舉行。
- 英国大奖赛 – 在银石赛道（Silverstone Circuit）舉行。
- 比利时大奖赛 – 在斯帕-弗朗科爾尚賽道（Circuit de Spa-Francorchamps）舉行；曾在佐爾德賽道（Circuit Zolder）舉辦過。
- 匈牙利大奖赛 – 在匈牙利赛道（Hungaroring）舉行。
- 荷兰大奖赛 – 在赞德福特赛道（Circuit Zandvoort）举行。
- 意大利大奖赛 – 在蒙扎赛道（Autodromo Nazionale di Monza）舉行。
- 亞塞拜然大獎賽 – 在巴庫市街賽道（Baku City Circuit）举行，曾以歐洲大奖赛舉行。
- 新加坡大奖赛 – 在濱海灣市街賽道（Marina Bay Street Circuit）舉行，為夜間賽事。
- 美国大奖赛 – 在美洲赛道（Circuit of the Americas）舉行；曾在沃特金斯格倫國際賽道（Watkins Glen International）和印第安納波利斯賽車場（Indianapolis Motor Speedway）舉行。
- 墨西哥城大奖赛 – 在罗德里格斯兄弟赛道（Autódromo Hermanos Rodríguez）举行。
- 聖保羅大奖赛 – 在若澤·卡洛斯·帕塞賽道（Autódromo José Carlos Pace）舉行，曾以巴西大奖赛舉行。
- 拉斯維加斯大獎賽 – 在拉斯維加斯街道賽道（Las Vegas Strip Circuit）舉行，為夜間賽事。
- 卡塔爾大獎賽 – 在羅賽爾國際賽道（Losail International Circuit）舉行，為夜間賽事。
- 阿布達比大獎賽 – 在亚斯码头赛道（Yas Marina Circuit）舉行。

曾經舉辦過的大獎賽如下
- 阿根廷大奖赛 –曾在胡安與奧斯卡·加爾韋斯賽道（Autódromo Oscar y Juan Gálvez）舉行。
- 欧洲大奖赛 – 曾在纽博格林赛道（Nürburgring）、赫雷斯賽道（Circuito Permanente de Jerez）、巴伦西亚街道赛道和巴庫市街賽道舉行。
- 印度大奖赛 – 曾在佛陀国际赛道（Buddh International Circuit）舉行。
- 法国大奖赛 – 曾在保罗·里卡尔赛道（Circuit Paul Ricard）、马尼库尔赛道（Circuit de Nevers Magny-Cours）和蘭斯-格村賽道（Circuit de Reims-Gueux）舉行。
- 德國大獎賽 – 曾在霍肯海姆赛道（Hockenheimring）和纽博格林赛道（Nürburgring）举行
- 瑞士大獎賽 – 曾在第戎-普雷努瓦賽道（英语：Dijon-Prenois）（Circuit de Dijon-Prenois）和伯倫加登賽道（Circuit Bremgarten）舉行。
- 盧森堡大獎賽 – 曾在纽伯林赛道（Nürburgring）舉行。
- 马来西亚大奖赛 – 曾在雪邦赛道（Sepang）舉行。
- 太平洋大奖赛 – 曾在英田赛道（TI Circuit Aida）舉行。
- 葡萄牙大奖赛 – 曾在博阿維斯塔賽道（Circuito da Boavista）、阿尔加维国际赛道（Autódromo Internacional do Algarve）和埃斯托里尔赛道（Circuito do Estoril）舉行。
- 南非大奖赛 – 曾在喬治王子賽道（Prince George Circuit）和卡亚拉米大獎賽赛道（Kyalami Grand Prix Circuit）舉行。
- 摩洛哥大獎賽 – 曾在安法赛道（Anfa Circuit）和艾因迪亞卜賽道（Ain-Diab Circuit）舉行。
- 凱薩宮大獎賽 – 曾在凱薩宮酒店（Caesars Palace）舉行。
- 土耳其大獎賽 – 曾在伊斯坦布爾賽道（Istanbul Otodrom）舉行。
- 俄罗斯大奖赛 – 曾在索契賽道（Sochi Autodrom）举行
- 韩国大奖赛 – 曾在韓國國際賽道（Korean International Circuit）舉行。
- 施蒂利亞大獎賽 – 曾在紅牛賽道（Red Bull Ring）舉行。
- 70周年大獎賽 – 曾在银石赛道（Silverstone Circuit）舉行。
- 托斯卡尼大獎賽 – 曾在穆傑洛賽道（Autodromo Internazionale del Mugello）舉行。
- 艾費爾大獎賽 – 曾在纽伯林赛道（Nürburgring）舉行。
- 薩基爾大獎賽 – 曾在巴林国际赛道（Bahrain International Circuit）舉行。

## 车队列表
因为F1以及汽车工业的发展历程十分复杂且充满了并购，收购等事项，所以相同或相似的名称并不意味着这些车队之间有着直接联系，与此相反，一些名称上并无相同点的车队反而有着非常紧密的联系。

### 參賽中的車隊[26]
- 梅赛德斯AMG车队（Mercedes-AMG Petronas Formula One Team）
- 紅牛車隊（Oracle Red Bull Racing）
- 法拉利車隊（Scuderia Ferrari）
- 麥拉倫車隊（McLaren Formula 1 Team）
- 阿爾派車隊（BWT Alpine F1 Team）
- Racing Bulls車隊（Visa Cash App Racing Bulls F1 Team）
- 阿斯顿·马丁车队（Aston Martin Aramco Cognizant Formula One Team）
- 威廉姆斯车队（Williams Racing）
- 薩伯車隊（Stake F1 Team Kick Sauber）
- 哈斯車隊（MoneyGram Haas F1 Team）

注：所列名称为车队正式全名（以英文维基相关页面以及车队官方网站为准）

### 曾經存在的車隊（部分）
- 乔丹车队（Jordan Grand Prix，1991-2005，世爵车队前身）
- 米纳尔迪车队（Minardi，1985-2005，红牛二队前身）
- 積架車隊（Jaguar Racing F1 Team，2000-2004，紅牛車隊前身）
- 雷諾車隊（Renault F1 Team，1977-1985,2002-2011,2016-2020，路特斯F1车队和阿爾卑車隊前身）
- 班尼頓車隊（Benetton Formula 1 Racing Team，1986-2001，雷诺车队前身）
- 普罗斯特车队（Prost Grand Prix，1997-2001）
- 飛箭車隊（Arrows Grand Prix International，1978-2002）
- 斯图尔特车队（Stewart Grand Prix，1997-1999，積架車隊前身）
- 蓮花車隊（Team Lotus，1954–1994，2010年成立的蓮花車隊無直接關係，为卡特汉姆车队的前身，存争议）
- 泰利尔车队（Tyrrell Racing，1968-1998英美车队前身）
- 布拉汉姆车队（Brabham，1962-1992）
- 英美车队（British American Racing，BAR，1999年-2005，本田车队的前身）
- 超級亞久里車隊（Super Aguri F1 Team，2006-2008）
- 本田车队（Honda Racing F1 Team，1964－1968,2006-2008，布朗GP車隊前身）
- 世爵車隊（Spyker F1 Team，2007，印度力量車隊前身）
- 丰田车队（Panasonic Toyota Racing，2002-2009）
- 宝马索伯车队（BMW Sauber F1 Team，现索伯车队前身）
- 布朗GP車隊（Brawn GP Formula One Team，梅赛德斯车队前身）
- 维珍车队（Virgin，玛鲁西亚车队前身）
- 莲花车队（Lotus Racing，2010-2011，卡特汉姆车队前身）
- 西斯班尼亚（HRT，Hispania Racing F1 Team，2010-2012）
- 卡特汉姆车队（Carterham F1 Team，2012-2014）
- 玛鲁西亚车队（Marussia F1 Team，2012-2015，馬諾車隊前身）
- 路特斯F1车队（Lotus F1 Team，2012-2015，雷诺车队前身)
- 馬諾車隊（Manor Racing，2016）
- 印度力量車隊 (Force India F1 Team，2008-2018，赛点车队前身)
- 赛点车队（Racing Point，2018-2020，阿斯顿·马丁车队前身）

### 参赛中车队所有者变更史
- 梅赛德斯车队：泰瑞尔（英语：Ken Tyrrell）车队（私人） → 英美车队 → 本田车队 → 布朗车队（私人） → 梅赛德斯车队
- 紅牛車隊：斯图尔特车队（私人） → 捷豹车队 → 红牛车队
- 邁凱倫車隊：迈凯伦车队（从未变更）
- 阿斯顿·马丁车队：乔丹车队（私人） → 米兰德（英语：Midland Group）车队（英语：Midland F1 Racing） → 世爵车队 → 印度力量（英语：Michiel Mol）车队（私人） → 赛点（英语：Racing Point UK）车队 → 阿斯顿·马丁车队
- 阿爾派車隊：托勒曼（英语：Ted Toleman）车队（英语：Toleman Motorsport）（私人） → 贝纳通（英语：Benetton family）车队（私人） → 雷诺车队 → 路特斯车队 → 雷诺车队 → 阿尔派车队
- 法拉利車隊：法拉利车队（从未变更）
- RBF1車隊：米纳尔迪（英语：Giancarlo Minardi）车队（私人） → 红牛第二车队 → 艾法托利车队 → RBF1車隊  → Racing Bulls車隊
- Stake（英语：Stake.com）索伯车队：索伯（英语：Peter Sauber）车队（私人） → 宝马索伯车队 → 索伯（英语：Peter Sauber）车队（私人） → 阿尔法·罗密欧车队 → 索伯車隊
- 哈斯車隊：哈斯车队（从未变更，使用自拍卖所得的原玛鲁西亚车队（维珍车队 → 马鲁西亚（英语：Marussia Motors）车队 → 馬諾車隊）总部）
- 威廉姆斯车队：威廉姆斯车队（原为私人车队，已于2020年将车队出售给多里尔顿资本，车队仍保留原有名称）

## 收入和利润
2020年第二季度，一级方程式赛车亏损了1.22亿美元，收入仅为2400万美元。亏损的主要原因是新冠疫情导致锦标赛延期举行。相比之下，上一年同期该集团的总营收为6.2亿美元。
一级方程式赛车手的薪水在赛车界名列前茅。2024年，收入最高的车手是马克斯·维斯塔潘，他从红牛车队获得了高达7500万美元的薪水，创下了车手薪资的最高纪录。顶级一级方程式赛车手的薪水通常高于印地赛车或纳斯卡车手。然而，在排名前三的一级方程式车手之后，收入会迅速下降，而多数纳斯卡赛车手的收入往往超过中下游的一级方程式车手。这表明顶尖F1车手的收入远高于其他类别，但F1整体收入分布较不均衡。大多数顶级印地赛车手的薪水仅为一级方程式赛车手的十分之一。